# 1972年热带风暴卡丽
热带风暴卡丽（英語：Tropical Storm Carrie）是于1972年9月上旬对美国东岸产生影响的一场强烈热带风暴，也是1972年大西洋飓风季的第3个热带气旋。其形成最早可以追溯到8月中旬进入大西洋的一股东风波，經過一系列的复杂气象事件综合作用最終在8月29日形成。这场风暴存在期间总体保持北上趋势，起初所达到的最高强度在热带风暴标准中属中等水平，然后又减弱到接近热带低气压强度标准。卡丽朝向西北转向后因斜压环境的影响开始再度增强，并在转变成温带风暴过程中达到超越热带系统最高强度的每小时110公里风速。卡丽的温带残留掠过新英格兰东部，再于9月4日登陆缅因州，最终于两天后在圣罗伦斯湾上空消散。
新英格兰以南的美国东岸受这场风暴的影响很小，仅限于涌浪、阵风和小雨。新英格兰东南部的情况较为严重，阵风时速达到135公里，降雨量超过300毫米。沿海及略靠内陆的区域所受破坏最为严重，马萨诸塞州因风暴导致轮船暂停服务，数以千计的居民因此被困在近海岛屿上。卡丽总体上造成的破坏较轻，共计导致4人死亡，经济损失约为178万美元（1972年美元，相当于2025年的1338萬美元）。

## 气象历史
热带风暴卡丽源于1972年8月15日从非洲西海岸涌现的一股东风波。这一天气系统相对较强并逐渐向西行进，但在10天后抵达背风群岛时，东风波已经大幅退化。附近一片上层低气压系统致使天气扰动进一步弱化，产生的残余环流转朝西北方向漂移，于8月28日到达佛罗里达州东南部近海。这股低气压系统的核心仍为冷心，并且在海面上形成得尚不完整。8月29日，低气压由于一股逐渐逼近低压槽的影响开始向北移动，系统中首次开始发展出相关联的下层环流中心，风暴也于协调世界时当天中午12点在佛罗里达半岛中部以东洋面转变成热带低气压。低气压逐渐向西北方向行进半逐渐增强。
8月31日，侦察机报告气旋内部的最大持续风速达到每小时约89公里。风暴过后的重新分析估计，低气压于8月31日凌晨0点左右增强成热带风暴。不过在实际操作中，气象部门一直到当晚22点才将位于北卡罗莱纳州哈特拉斯角（Cape Hatteras）以东约560公里海域的系统升级并命名为“卡丽”（Carrie）。卡丽的规模较小，并在蜿蜒向北行进的过程中大幅放缓移动速度。气象部门将其归类为热带风暴时，卡丽实际上已经达到最高强度，最大持续风速每小时97公里，最低中心气压1002毫巴（百帕，29.6英寸汞柱），不过由于遇到强烈的风切变，风暴在继续缓慢漂流的过程中无法立即得到加强。9月1日，气旋开始减弱，到9月2日清晨时风速已降至每小时64公里，属热带风暴的最低强度标准。卫星图像显示，气旋的环流中心已经变得扭曲，关联的对流少到几乎可以忽略。气旋最弱时，其产生的最强风力距中心距离很远，很可能是由风暴与其北面反气旋之间的气压梯度产生，而非低气压自身生成。
由于有另一个低气压系统朝中大西洋各州移动，卡丽转向西北，加速朝美国东岸逼近。9月2日晚，风暴表示出重新组织迹象，例如卫星图像更为清晰，内部也有雷暴活动发展出来，不过气象部门认为气旋不大可能还能大幅增强。然而，由于西风带中内嵌的一个低压槽影响，卡丽开始因斜压而快速增强。风暴最大持续风速提高的同时也在逐渐失去热带天气系统特征，表现出温带系统特点。9月2日下午，美国国家飓风中心宣布正再次朝东北偏北方向移动的卡丽已转变成温带气旋。不过正式发布的大西洋飓风数据库中则将风暴的热带气旋身份保持到了9月3日下午18点，这时其风速约为每小时110公里，中心气压993毫巴（百帕，29.3英寸汞柱）。气象部门也就认为这些数据代表了风暴的最高强度。无论是否拥有热带特征，该气旋在向北部前进以及靠近新英格兰期间都是一个规模庞大的强烈天气系统，给沿海带去了狂风和大浪。9月4日，已经完全转变成温带系统的风暴在缅因州东港登陆，并在继续北上进入圣罗伦斯湾期间缓慢减弱，于9月6日在湾内完全消散。

## 防灾措施和风暴影响

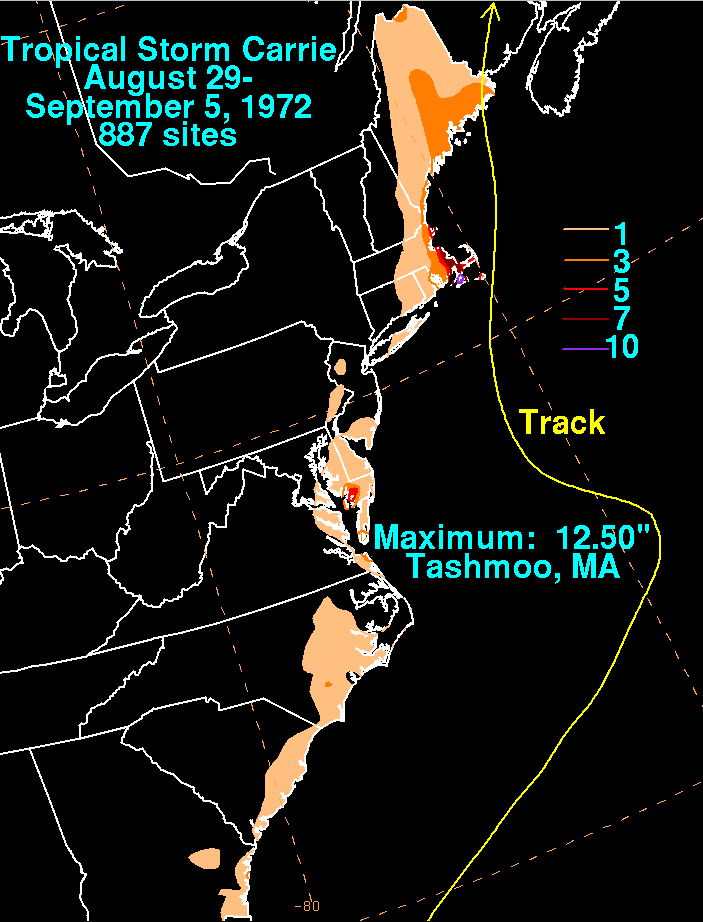
热带风暴卡丽给美国带去的降雨量分布图。

热带风暴卡丽及其北面高气压区之间的气压梯度产生了强烈的东北方向阵风，还引起了大浪。美国国家气象局为此于9月1日向马萨诸塞州和南、北卡罗莱纳州发布了小型船只警告。次日，新泽西州南部到新英格兰中部海岸之间地区收到了烈风警告，并且小型船只警告的生效范围向北延伸到缅因州。9月3日，马萨诸塞州东部、新罕布什尔州东南部，以及缅因州中部和南部因持续强降雨的威胁而收到了山洪预警。弗吉尼亚海滩因浪头太高，从8月31日起就开始停止对泳客开放。

### 中大西洋各州
卡丽对中大西洋各州以南的美国东岸地区影响很小，仅限于中等强度的风和小雨。弗吉尼亚州诺福克在9月1至3日间的降雨量为28毫米，气压则小幅跌至1012毫巴（百帕，29.9英寸汞柱）。记录下的持续风速为每小时45公里，阵风时速也只略高，不过切萨皮克灯塔记录下的非正式数据显示阵风时速达到近80公里。这些地区受到的破坏很小，只有一些海滩侵蚀，另外高于正常水平0.76米的潮汐引发了轻度洪灾。德玛瓦半岛南部地区出现中雨，降雨量接近或达到130毫米。大西洋城受到的影响程度类似，报告表明与之前的地区相比，这里遭遇的风速和降水量都要小一些，所受破坏仅限于沿海洪灾和海滩侵蚀。此外，由于恶劣的天气条件正好出现在劳动节周末，当地度假行业蒙受了一定程度的经济损失。

### 新英格兰和加拿大
新英格兰东南部受这场风暴的影响最为严重，特别是马萨诸塞州沿海地区，海岸饱受强烈阵风的摧残。卡丽产生的大风从分布上更类似于东北风暴而非热带气旋，因为热带气旋的风场通常会更集中在靠近其中心的范围内。这场风暴所产生的最强风力虽然远离其环流中心，但仍然有很高的强度。罗德岛州朱迪思角（Point Judith）的阵风时速达到135公里，马萨诸塞州的鳕鱼角也达到111公里。整个地区的持续风速大多低于每小时80公里。马萨诸塞州波士顿的阵风时速有74公里。风暴刮倒了树木和电线杆，导致道路封堵，财物受损。结构性破坏也很明显，特别是那些尚在建设中的建筑物，缅因州罗克兰有一整套乡间别墅从地基上吹倒。
新英格兰东南部普降大雨，局部区域降雨量超过250毫米。马萨葡萄园岛上一共达到320毫米，是这场热带风暴产生降水最多的所在。最大的雨基本上局限在距海岸线110公里范围内。洪水令河流上涨，淹没了地下室，还冲毁了缅因州阿魯斯圖克縣小镇伊格尔莱克（Eagle Lake）附近的一截铁轨，导致一辆列车脱轨。沿海区域因强烈的海浪导致海岸侵蚀，还淹没了数以百计的小型船只。因海况恶劣，从内陆到马萨葡萄园岛和南塔克特的轮渡服务于9月3日被迫中止，数以千计的游客和季节性居民身困岛上，因此出现了官员口中的所谓“后勤问题”。风暴期间，约有2万纳拉甘西特电力公司客户失去供电，新英格兰各地还报告有多地出现局部停电。
总体上来说，热带风暴卡丽及其温带残留造成的破坏很小，经济损失共计在178万美元（1972年美元，相当于2025年的1338萬美元）左右，其中马萨诸塞州120万美元（1972年美元，相当于2025年的902萬美元），罗德岛州35万美元（1972年美元，相当于2025年的263萬美元），缅因州20万美元（1972年美元，相当于2025年的150萬美元），新罕布什尔州3万美元（1972年美元，相当于2025年的22.6萬美元）。风暴还造成4人遇难，其中两人是在马萨诸塞州因船只失事丧生，另外两人则是在缅因州海岸因遭遇大浪死亡。善后工作展开后，普利茅斯成为地方灾区。9月5至6日，卡丽的残余在不断减弱的同时也给新不伦瑞克带去了强风，最高风速达到每小时111公里。圣约翰的阵风时速有79公里，当地报告出现电话线路中断和树木倒塌。全省各地的多个社区出现大规模停电。圣约翰只下了小雨，也没有出现严重的洪涝灾害。查洛（Charlo）有许多船只因风暴受损或被毁。
风暴产生的洋流把有毒的芬迪湾亚历山大藻细胞向南面和西面冲进新英格兰沿海水域。藻类释放毒素，造成原产芬迪湾的贝类中毒。风暴过去数周后，美国东北部近海首次出现大规模藻类开花，并且这些物种之后每年都会开花。